# テンビー子爵
テンビー子爵（英語: Viscount Tenby）は、イギリスの子爵位。連合王国貴族。保守党の政治家グウィリム・ロイド・ジョージが1957年に叙位されたことに始まる。

## 歴史
首相デイヴィッド・ロイド・ジョージの三男で保守党政権で閣僚職を歴任したグウィリム・ロイド・ジョージ(1894-1967)は、1957年2月12日に連合王国貴族としてペンブルック州バルフォードのテンビー子爵(Viscount Tenby, of Bulford in the County of Pembroke)に叙されたことに始まる。初代子爵が1967年に亡くなると、その息子デイヴィッドが爵位を相続した。
その2代子爵デイヴィッド(1922-1983)ののちは、弟のウィリアムが爵位を継承した。
3代子爵ウィリアム・ロイド・ジョージは1999年のトニー・ブレア政権による貴族院改革で世襲貴族の議席が92議席に限定された後も議席を維持している。

子爵家の紋章に刻まれるモットーは、ドワイフォーのロイド＝ジョージ伯爵家と同じく『世界に抗う真実(Y GWIR YN ERBYN Y BYD)』。

## テンビー子爵 (1957年)
- 初代テンビー子爵グウィリム・ロイド・ジョージ (1894–1967)
- 2代テンビー子爵ディヴィッド・ロイド・ジョージ (1922–1983)
- 3代テンビー子爵ウィリアム・ロイド・ジョージ（英語版） (1927-2023)
- 4代テンビー子爵ティモシー・ヘンリー・ロイド・ジョージ (1962-)

爵位の法定推定相続人、推定相続人ともになし。